# Malcolm Campbell (Altphilologe)
Malcolm Campbell (* 10. November 1943 in Shrewsbury) ist ein britischer Altphilologe.
Malcolm Campbell besuchte die Boroughmuir High School in Edinburgh und studierte anschließend an der University of Edinburgh und am Balliol College der University of Oxford Klassische Philologie. Nach dem Master-Abschluss (mit Honours) lehrte er ab 1968 als Lecturer an der University of St Andrews, wo er 1975 promoviert und 1984 zum Reader in Greek ernannt wurde. Von 1987 bis 1991 wirkte er als Chairman an der Universität.
Campbells Forschungsschwerpunkt ist die griechische Literatur. Seine Veröffentlichungen beschäftigen sich besonders mit der Literatur vom Hellenismus bis zur Kaiserzeit. Er veröffentlichte Indizes bzw. Lexika zu den Argonautika des Apollonios von Rhodos (1983), zu Triphiodoros (1985), zu Moschos und Bion von Smyrna (1987) und zu den Phainomena des Aratos von Soloi (1988). Seine Kommentare und Untersuchungen zu Quintus von Smyrna und Apollonios von Rhodos sowie seine Ausgabe der Europa des Moschos (1991) wurden in der Fachwelt positiv aufgenommen.
Für fortgeschrittene Griechisch-Studenten stellte er eine Textsammlung unter dem Titel A Greek Prose Reading Course for Post-Beginners zusammen (1997). In den vier Teilen stellte er Auszüge aus Gerichtsreden, philosophischen Texten, politischen Reden und Geschichtswerken der klassischen attischen Prosa zusammen. Sein kurz darauf erschienenes Vokabelverzeichnis Classical Greek Prose (1998) ist eine Ergänzung dazu.

## Schriften (Auswahl)
- A Commentary on Quintus Smyrnaeus, Posthomerica XII. Leiden 1981
- Echoes and imitations of early epic in Apollonius Rhodius. Leiden 1981
- Studies in the Third Book of Apollonius Rhodius’ Argonautica. Hildesheim/Zürich/New York 1983
- Index verborum in Apollonius Rhodium. Hildesheim/Zürich/New York 1983
- Lexicon in Triphiodorum: A Lexicon to Triphiodorus. Hildesheim/Zürich/New York 1985
- Index verborum in Moschum et Bionem. Hildesheim/Zürich/New York 1987
- Index verborum in Arati Phaenomena. Hildesheim/Zürich/New York 1988
- Moschus: Europa. Edited with Introduction and Commentary. Hildesheim/Zürich/New York 1991
- A Commentary on Apollonius Rhodius Argonautica III 1–471. Leiden 1994
- A Greek Prose Reading Course for Post-Beginners. Vier Bände, Bristol 1997
- Classical Greek Prose: a basic vocabular. a classified list of 1500 of the commonest words. Bristol 1998